# Saison 2 de Jane the Virgin
Chronologie
Saison 1 Saison 3
Cet article présente les vingt-deux épisodes de la deuxième saison de la série télévisée américaine Jane the Virgin.

## Synopsis
La série parle de la vie complètement folle et digne d'une telenovela de Jane Villanueva, une jeune femme qui enfant avait fait à sa grand-mère très pieuse la promesse de rester vierge jusqu'au mariage mais qui se retrouve, à la suite d'une erreur médicale, accidentellement inséminé artificiellement. En plus de cela, le donneur est le patron de Jane, un riche playboy avec qui elle avait flirté plus jeune.

## Distribution

### Acteurs principaux
- Gina Rodriguez (VF : Alice Taurand) : Jane Gloriana Villanueva
- Andrea Navedo (VF : Géraldine Asselin) : Xiomara « Xo » Gloriana Villanueva
- Justin Baldoni (VF : Damien Ferrette) : Rafael Solano
- Yael Grobglas (VF : Anouck Hautbois) : Natalia « Petra » Solano
- Ivonne Coll (VF : Évelyne Grandjean) : Alba « Abuela » Villanueva
- Brett Dier (VF : Adrien Larmande) : Michael Cordero, Jr.
- Jaime Camil (VF : Yann Peira) : Rogelio « Ro » de la Vega
- Anthony Mendez (VF : Benoît Allemane) : le narrateur

### Acteurs récurrents
- Yara Martinez (VF : Véronique Desmadryl) : Dr Luisa Alver (12 épisodes)
- Megan Ketch (en) (VF : Sylvie Jacob) : Inspectrice Susanna Barnett / Rose Solano (12 épisodes)
- Priscilla Barnes (VF : Ève Lorach) : Magda Andel, la mère de Petra et Anezka (11 épisodes)
- Mat Vairo (en) (VF : Jean-François Cros) : Derek Ruvelle (7 épisodes)
- Wes Armstrong : (VF : Cédric Barbereau) : Scott Archuletta (7 épisodes)
- Diane Guerrero (VF : Magali Rosenzweig) : Lina Santillian (6 épisodes)
- Yael Grobglas (VF : Anouck Hautbois) : Anezka Andel, la sœur jumelle de Petra (6 épisodes)
- Azie Tesfai (VF : Sabeline Amaury) : inspectrice Nadine Hansan (5 épisodes)
- Fabiana Udenio : Elena Di Nola / Mutter (la mère de Rafael) (5 épisodes)
- Bridget Regan (VF : Valérie Siclay) : Rose Solano / Susanna Barnett (5 épisodes)
- Adam Rodriguez (VF : Cyrille Artaux) : Jonathan Chavez, le professeur d'écriture de Jane (5 épisodes)
- Melanie Mayron (VF : Isabelle Leprince) : Marlene Donaldson, la conseillère d'écriture de Jane (5 épisodes)
- Keller Wortham (VF : Emmanuel Karsen) : Estéban Santiago (5 épisodes)
- Judy Reyes : Dina Milagro (4 épisodes)
- Shelly Bhalla (VF : Maïa Llaudois) : Krishna Dhawan, l'assistante de Rafael et Petra (4 épisodes)
- Max Bird-Ridnell (VF : Sébastien Ossard) : Milos (3 épisodes)
- Christopher Corbin (VF : Matthieu Albertini) : Ivan (3 épisodes)
- Jenna Ortega (VF : Clara Quilichini) : Jane Villanueva jeune
- Veronica Merrell (en) : Victoria (3 épisodes)
- Vanessa Merrell (en) : Valeria (3 épisodes)

### Invités
- Leslie Simms (VF : Caroline Jacquin) : sœur Margaret (épisode 1)
- Michael Rady (VF : Didier Cherbuy) : Lachlan Moore (épisode 2)
- Kesha : Annabelle[1] (épisode 2)
- Brian Dare (VF : Manuel Levelly) : Luca (épisodes 4 et 9)
- Britney Spears : elle-même[2] (épisode 5)
- Diego Boneta : Dax[3] (épisode 10)
- Charo : elle-même[4] (épisode 16)
- Bruno Mars : lui-même[5] (épisode 22)

## Production

### Développement
Le 11 janvier 2015, la série est renouvelée pour une deuxième saison.

### Diffusions
- Aux États-Unis, la saison a été diffusée du 12 octobre 2015 au 16 mai 2016 sur The CW ;
- Au Canada, la saison a été disponible le lendemain de sa diffusion américaine sur Shomi.
- Au Québec, la saison sera diffusée à partir du 15 août 2016 sur VRAK.TV[7].

## Liste des épisodes

### Épisode 1:Déesses des temps modernes
- États-Unis : 12 octobre 2015 sur The CW[8]
- Québec : 15 août 2016 sur VRAK.TV
- France : 
  - 4 septembre 2016 sur Téva
  - 24 octobre 2018 sur M6

- États-Unis : 1,06 million de téléspectateurs[9] (première diffusion)

### Épisode 2:Pauvre pigeon
- États-Unis : 19 octobre 2015 sur The CW
- Québec : 22 août 2016 sur VRAK.TV
- France : 
  - 4 septembre 2016 sur Téva
  - 24 octobre 2018 sur M6

- États-Unis : 840 000 téléspectateurs[10] (première diffusion)

### Épisode 3:Jamais sans mon fils
- États-Unis : 26 octobre 2015 sur The CW
- Québec : 29 août 2016 sur VRAK.TV
- France : 
  - 11 septembre 2016 sur Téva
  - 25 octobre 2018 sur M6

- États-Unis : 940 000 téléspectateurs[11] (première diffusion)

### Épisode 4:Gatsby le Magnifique
- États-Unis : 2 novembre 2015 sur The CW
- Québec : 5 septembre 2016 sur VRAK.TV
- France : 
  - 11 septembre 2016 sur Téva
  - 25 octobre 2018 sur M6

- États-Unis : 1,1 million de téléspectateurs[12] (première diffusion)

### Épisode 5:L'Effet d'une bombe
- États-Unis : 9 novembre 2015 sur The CW
- Québec : 12 septembre 2016 sur VRAK.TV
- France : 
  - 18 septembre 2016 sur Téva
  - 26 octobre 2018 sur M6

- États-Unis : 1,11 million de téléspectateurs[13] (première diffusion)

### Épisode 6:Nouvelle donne
- États-Unis : 16 novembre 2015 sur The CW
- France : 
  - 18 septembre 2016 sur Téva
  - 26 octobre 2018 sur M6
- Québec : 19 septembre 2016 sur VRAK.TV

- États-Unis : 1,1 million de téléspectateurs[14] (première diffusion)

### Épisode 7:Vendredi noir
- États-Unis : 23 novembre 2015 sur The CW
- France : 
  - 25 septembre 2016 sur Téva
  - 29 octobre 2018 sur M6
- Québec : 26 septembre 2016 sur VRAK.TV

- États-Unis : 980 000 téléspectateurs[15] (première diffusion)

### Épisode 8:Luxe, calme et volupté
- États-Unis : 14 décembre 2015 sur The CW
- France : 
  - 25 septembre 2016 sur Téva
  - 29 octobre 2018 sur M6
- Québec : 3 octobre 2016 sur VRAK.TV

- États-Unis : 980 000 téléspectateurs[16] (première diffusion)

### Épisode 9:Le Sommeil du juste
- États-Unis : 25 janvier 2016 sur The CW[17]
- France : 
  - 2 octobre 2016 sur Téva
  - 30 octobre 2018 sur M6
- Québec : 10 octobre 2016 sur VRAK.TV

- États-Unis : 990 000 téléspectateurs[18] (première diffusion)

### Épisode 10:L'Étincelle
- États-Unis : 1er février 2016 sur The CW
- France : 
  - 2 octobre 2016 sur Téva
  - 30 octobre 2018 sur M6
- Québec : 17 octobre 2016 sur VRAK.TV

- États-Unis : 1,04 million de téléspectateurs[19] (première diffusion)

### Épisode 11:À la poursuite du diamant rose
- États-Unis : 8 février 2016 sur The CW
- France : 
  - 9 octobre 2016 sur Téva
  - 31 octobre 2018 sur M6
- Québec : 24 octobre 2016 sur VRAK.TV

- États-Unis : 940 000 téléspectateurs[20] (première diffusion)

### Épisode 12:Ni fait ni à refaire
- États-Unis : 22 février 2016 sur The CW
- France : 
  - 9 octobre 2016 sur Téva
  - 31 octobre 2018 sur M6
- Québec : 31 octobre 2016 sur VRAK.TV

- États-Unis : 940 000 téléspectateurs[21] (première diffusion)

### Épisode 13:La Zizanie
- États-Unis : 29 février 2016 sur The CW
- France : 
  - 16 octobre 2016 sur Téva
  - 1er novembre 2018 sur M6
- Québec : 7 novembre 2016 sur VRAK.TV

- États-Unis : 910 000 téléspectateurs[22] (première diffusion)

### Épisode 14:Faux-semblants
États-Unis : 
- - 7 mars 2016 sur The CW
- France : 
  - 16 octobre 2016 sur Téva
  - 1er novembre 2018 sur M6
- Québec : 14 novembre 2016 sur VRAK.TV

- États-Unis : 910 000 téléspectateurs[23] (première diffusion)

### Épisode 15:La Malédiction
- États-Unis : 21 mars 2016 sur The CW
- France : 
  - 23 octobre 2016 sur Téva
  - 2 novembre 2018 sur M6
- Québec : 21 novembre 2016 sur VRAK.TV

- États-Unis : 770 000 téléspectateurs[24] (première diffusion)

### Épisode 16:Home sweet home
- États-Unis : 28 mars 2016 sur The CW
- France : 
  - 23 octobre 2016 sur Téva
  - 2 novembre 2018 sur M6
- Québec : 28 novembre 2016 sur VRAK.TV

- États-Unis : 940 000 téléspectateurs[25] (première diffusion)

### Épisode 17:Boire et déboires
Pour les articles homonymes, voir Boire et Déboires (homonymie).
- États-Unis : 11 avril 2016 sur The CW
- France : 
  - 30 octobre 2016 sur Téva
  - 5 novembre 2018 sur M6
- Québec : 5 décembre 2016 sur VRAK.TV

- États-Unis : 930 000 téléspectateurs[26] (première diffusion)

### Épisode 18:Jumelles mais pas trop
- États-Unis : 18 avril 2016 sur The CW
- France : 
  - 30 octobre 2016 sur Téva
  - 5 novembre 2018 sur M6
- Québec : 12 décembre 2016 sur VRAK.TV

- États-Unis : 960 000 téléspectateurs[27] (première diffusion)

### Épisode 19:Petits arrangements
- États-Unis : 25 avril 2016 sur The CW
- France : 
  - 6 novembre 2016 sur Téva
  - 6 novembre 2018 sur M6
- Québec : 19 décembre 2016 sur VRAK.TV

- États-Unis : 840 000 téléspectateurs[28] (première diffusion)

### Épisode 20:Pyjama, crème glacée et telenovela
- États-Unis : 2 mai 2016 sur The CW
- France : 
  - 6 novembre 2016 sur Téva
  - 6 novembre 2018 sur M6
- Québec : 26 décembre 2016 sur VRAK.TV

- États-Unis : 860 000 téléspectateurs[29] (première diffusion)

### Épisode 21:Des plans sur la comète
- États-Unis : 9 mai 2016 sur The CW
- France : 
  - 13 novembre 2016 sur Téva
  - 7 novembre 2018 sur M6
- Québec : 2 janvier 2017 sur VRAK.TV

- États-Unis : 900 000 téléspectateurs[30] (première diffusion)

### Épisode 22:Jusqu'à ce que la mort nous sépare
- États-Unis : 16 mai 2016 sur The CW[31]
- France : 
  - 13 novembre 2016 sur Téva
  - 7 novembre 2018 sur M6
- Québec : 9 janvier 2017 sur VRAK.TV

- États-Unis : 970 000 téléspectateurs[32] (première diffusion)